# Georg Simmel

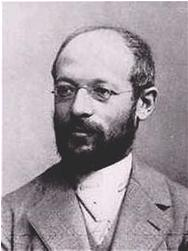
Georg Simmel

Georg Simmel (Berlijn, 1 maart 1858 - Straatsburg, 28 september 1918) was een Duits filosoof en socioloog. Hij was de grondlegger van de "formele sociologie". Tevens geldt hij als een van de voornaamste vertegenwoordigers van de levensfilosofie.

## Leven
Simmel stamde uit een tot het christendom bekeerde joodse koopmansfamilie. Hij was de jongste van zeven kinderen. Zijn vader overleed vroeg, en liet hem een vermogen na, dat hem economisch onafhankelijk maakte. Na zijn eindexamen ging hij in Berlijn geschiedenis en filosofie studeren, en later filosofie en kunstgeschiedenis aan de Universiteit van Berlijn. In 1881 promoveerde hij op een proefschrift getiteld Das Wesen der Materie nach Kant's Monadologie. Vanaf 1885 was hij privaatdocent filosofie aan de Friedrich-Wilhelms Universiteit, de tegenwoordige Humboldt Universiteit te Berlijn.
In 1890 trouwde hij met Gertrud Kinel. Hun huis in Charlottenburg-Westend werd een intellectuele ontmoetingsplaats waar bijvoorbeeld Rainer Maria Rilke, Edmund Husserl, Reinhold en Sabine Lepsius, Heinrich Rickert, Marianne en Max Weber en anderen samenkwamen. Enkele van deze invloedrijke vrienden ijverden voor een leerstoel voor Simmel; het Duitse academische establishment verzette zich echter hardnekkig hiertegen. Pas in 1901 kreeg hij een professoraat, en dan nog slechts als buitengewoon hoogleraar.
Door zijn fascinerende voordrachtstijl over problemen van de logica, ethiek, esthetica, godsdienstsociologie, sociale psychologie en sociologie waren zijn colleges zeer populair - ze werden zelfs in de kranten aangekondigd - en vele jonge intellectuelen liepen bij hem college. De invloed van zijn ideeën strekte zich veel verder uit dan de vakgebieden waar hij zich mee bezighield. Kurt Tucholsky en Siegfried Kracauer hadden diep respect voor hem.
Met zijn in 1903 verschenen artikel Die Großstädte und das Geistesleben werd hij de grondlegger en een van de belangrijkste toenmalige vertegenwoordigers van de stadssociologie; het artikel werd in Duitsland nauwelijks opgemerkt, maar had grote invloed op de beoefening van sociologie aan de Universiteit van Chicago. Bovendien werden enkele boeken van Simmel al tijdens zijn leven in het Italiaans, Russisch, Pools en Frans vertaald. In Duitsland had Georg Simmel een niet geringe invloed op zijn leerlingen, onder anderen op Georg Lukács, Martin Buber, Max Scheler, Karl Mannheim, Leopold von Wiese, verder op enkele later leden van de Frankfurter Schule. Hij was bevriend met de jonge Ernst Bloch. Bloch was ook degene, die tijdens de Eerste Wereldoorlog het voordien ondenkbare extreme patriottisme van Simmel bekritiseerde.
Samen met Ferdinand Tönnies, Max Weber en Werner Sombart stichtte hij in 1909 de Deutsche Gesellschaft für Soziologie (DGS). In 1911 werd hem een eredoctoraat in de staatsinrichting verleend door de Albert-Ludwigs universiteit in Freiburg, vanwege zijn verdienste voor de kennis van de macro-economie en als grondlegger van de sociologie. Pas in 1914 kreeg hij een ordinariaat aan de toen Duitse universiteit van Straatsburg. In 1915 solliciteerde hij tevergeefs naar een leerstoel aan de universiteit van Heidelberg. Hij stierf in 1918 in Straatsburg aan leverkanker.

## Werk

### Algemeen
Simmel zocht als maatschappijwetenschapper een nieuwe weg, ver verwijderd zowel van het sociologische organisisme van Auguste Comte of Herbert Spencer, als ook van de idiografische geschiedschrijving door de groep van bijvoorbeeld Leopold von Ranke. Een consistent filosofisch of sociologisch systeem heeft hij niet nagelaten, en hij heeft ook geen school gemaakt, daarvoor leverde Simmel te veel aanknopingspunten en inspiratie voor latere onderzoeksgeneraties. Hij publiceerde meer dan 15 werken, en 200 artikelen in vaktijdschriften en kranten. Naast de al genoemde stadssociologie heeft hij ook de basis gelegd voor elementen van de latere rollensociologi, zonder het begrip sociale rol expliciet te gebruiken. Het hoofdstuk "Der Streit" uit zijn "Soziologie" (1908) was van grote betekenis voor de latere conflictsociologie (Lewis Coser e.a.).
Als filosoof wordt Simmel vooral tot de levensfilosofie gerekend, waartoe ook de Fransman Henri Bergson, voor de vertaling van wiens werken in het Duits Simmel zich heeft ingezet, en de Spanjaard José Ortega y Gasset behoren. Simmel heeft geen continue stroom sociologische publicaties geproduceerd. Tussen 1908 en 1917 zijn geen boeken op dit gebied van zijn hand verschenen. In plaats daarvan publiceerde hij de verhandelingen Hauptprobleme der Philosophie (1910), over Goethe (1913) en Rembrandt (1915).

### Sociologie
Georg Simmel was een van de denkers die bijdroeg aan de totstandkoming van de sociologie als zelfstandige wetenschappelijke discipline. In tegenstelling tot zijn tijdgenoten (zoals Max Weber), die vooral hun aandacht richtten op macrosociologische fenomenen, focuste hij op het microniveau van sociale interacties. De sociologische publicaties van de auteur hebben als specificiteit dat er weinig verwijzingen in voorkomen naar zijn voorgangers of naar zijn tijdgenoten. De auteur maakt weinig gebruik van bronvermelding, en zijn beweringen zijn niet expliciet gestoeld op een wetenschappelijke methode, noch op empirisch materiaal. Zijn ideeën zijn hoofdzakelijk gegrond op eigen observaties en een aantal vooronderstellingen. Levine (bronvermelding) onderscheidt 4 vooronderstellingen die volgens hem primeren in het werk van Simmel: vorm, wederkerigheid, (sociale) afstand en dualisme.

#### Vorm
De sociologie van Simmel is gebaseerd op het conceptueel onderscheid tussen vorm en inhoud. De sociologie was volgens hem namelijk een wetenschap die zich moest specialiseren in het vormelijk onderzoeken van menselijke interactie. De wetenschappelijke discipline onderscheidt zich dus niet van andere discipline door het gekozen studieobject, maar door zijn manier om het studieobject te benaderen. De 'vormen' van Simmel zijn vergelijkbaar met de ideaaltypes van Weber, omdat hij sociale verschijnselen ook in een uitgepuurde vorm beschreef, en deze als middel gebruikt om de sociale werkelijkheid te vatten. Qua vormen onderzocht Simmel o.a. wat in de hedendaagse sociologie sociale rollen zou worden genoemd (zoals de vreemdeling, de arme en de avonturier) en soorten sociale relaties ( zoals conflict, boven- en onderschikking en ruil).

#### Wederkerigheid
Met wederkerigheid of reciprociteit wordt bedoeld dat individuen en objecten slechts hun betekenis ontlenen uit hun relatie met andere individuen of objecten, en nooit op zich staan. Dit is een van de inzichten waarop de sociale netwerktheorie haar onderzoeksmethode ontwikkelde.

#### Sociale afstand
Volgens Simmel zijn de eigenschappen van vormen te definiëren in termen van afstanden tussen een individu en andere individuen of objecten.
Een voorbeeld hiervan kun je vinden in zijn tekst over de vreemdeling, waarin hij uitlegt dat de (sociale rol van een) vreemdeling niet erin bestaat dat hij een volledige buitenstaander is. De vreemdeling is zowel fysiek dichtbij als sociaal gedistantieerd van de groep waarin hij zich bevindt. Hij deelt slechts algemene kenmerken met zijn sociale omgeving. Deze relatieve afstand uit zich ook in het feit dat de vreemdeling een objectievere blik kan werpen op zijn omgeving, alsof hij ernaar kijkt vanuit vogelperspectief.

#### Dualisme
De werkelijkheid wordt het best begrepen aan de hand van tegengestelde categorieën. Het leven bestaat volgens Simmel uit het naast elkaar bestaan van conflicterende of contrasterende kenmerken. Enkele voorbeelden van de dichotomieën die Simmel gebruikt bij het verklaren van de sociale werkelijkheid zijn: openbaarheid versus privacy, conformisme versus individualiteit, antagonisme versus solidariteit en vrijheid versus beperking.

## Publicaties
- Über sociale Differenzierung (1890) – Volledige tekst op DigBib.Org
- Die Probleme der Geschichtsphilosophie (1892; 3. erw. Auflage 1907)
- Einleitung in die Moralwissenschaft (1892/93)
- Philosophie des Geldes (1900) – Volledige tekst op DigBib.Org
Nederlandse uitgave: Filosofie van het geld, vert. John van der Stokker (2022). ISBN 9789086842414
- Brücke und Tor. Essays des Philosophischen zur Geschichte, Religion, Kunst und Gesellschaft. (1903)
- Die Religion (1906) – Volledige tekst op DigBib.Org
- Soziologie (1908) – daarin het voor de conflictsociologie later belangrijke hoofdstuk Der Streit
- Grundfragen der Soziologie (1917)
- Der Konflikt der modernen Kultur (1918)

Tegenwoordig verschijnt een uitgave van zijn volledige werken onder redactie van Otthein Rammstedt.